# Quận Houston, Tennessee
Quận Houston là một quận thuộc tiểu bang Tennessee, Hoa Kỳ.
Quận này được đặt tên theo. Theo điều tra dân số của Cục điều tra dân số Hoa Kỳ năm 2000, quận có dân số 8088 người, ước tính dân số năm 2006 là 8076 người.. Quận lỵ đóng ở Erin6.

## Địa lý
Theo Cục điều tra dân số Hoa Kỳ, quận có diện tích 535,92 km2, trong đó có 17.38 km2 là diện tích mặt nước.

### Các xa lộ chính
- State Route 13
- State Route 46
- State Route 49
- State Route 147
- State Route 149
- State Route 231
- State Route 232

### Quận giáp ranh
- Quận Stewart, Tennessee - bắc
- Quận Montgomery, Tennessee - đông bắc
- Quận Dickson, Tennessee - đông
- Quận Humphreys, Tennessee - nam
- Quận Benton, Tennessee - tây